# Rajon Bila Zerkwa
Der Rajon Bila Zerkwa (ukrainisch Білоцерківський район/Bilozerkiwskyj rajon; russisch Белоцерковский район/Belozerkowski rajon) ist ein ukrainischer Rajon mit etwa 430.000 Einwohnern. Er liegt in der Oblast Kiew und hat eine Fläche von 6515 km², der Verwaltungssitz befindet sich in der namensgebenden Stadt Bila Zerkwa.

## Geographie
Der Rajon liegt im Südwesten der Oblast Kiew und grenzt im Norden an den Rajon Fastiw, im Nordosten und Osten an den Rajon Obuchiw, im Südosten an den Rajon Swenyhorodka (in der Oblast Tscherkassy), im Süden an den Rajon Uman (Oblast Tscherkassy), im Südwesten an den Rajon Winnyzja (in der Oblast Winnyzja gelegen), im Westen an den Rajon Berdytschiw (in der Oblast Schytomyr gelegen) sowie im Nordwesten an den Rajon Schytomyr (Oblast Schytomyr).

## Geschichte
Der Rajon wurde am 7. März 1923 gegründet, seit 1991 ist er Teil der heutigen Ukraine.
Am 17. Juli 2020 kam es im Zuge einer großen Rajonsreform zur Auflösung des alten Rajons und einer Neugründung unter Vergrößerung des Rajonsgebietes um die Rajone Bohuslaw (Großteil im Süden), Rokytne, Skwyra, Stawyschtsche, Taraschtscha, Tetijiw und Wolodarka, südliche Teile des Rajons Wassylkiw sowie der bis dahin unter Oblastverwaltung stehenden Stadt Bila Zerkwa.

Rajon Bila Zerkwa bis Juli 2020
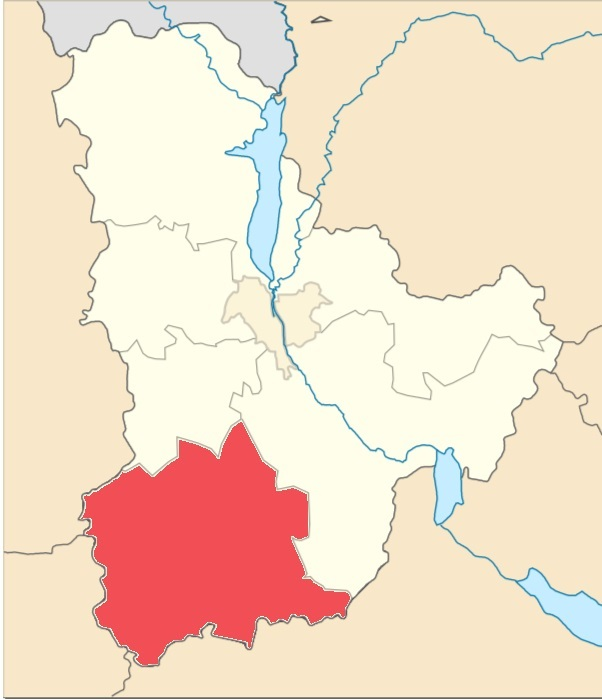
Rajonsgebiet ab Juli 2020

## Administrative Gliederung
Auf kommunaler Ebene ist der Rajon in 13 Hromadas (5 Stadtgemeinden, 4 Siedlungsgemeinden und 4 Landgemeinden) unterteilt, denen jeweils einzelne Ortschaften untergeordnet sind.
Zum Verwaltungsgebiet gehören:
- 5 Städte
- 6 Siedlungen städtischen Typs
- 290 Dörfer
- 1 Ansiedlung

Die Hromadas sind im Einzelnen:
- Stadtgemeinde Bila Zerkwa
- Stadtgemeinde Skwyra
- Stadtgemeinde Taraschtscha
- Stadtgemeinde Tetijiw
- Stadtgemeinde Usyn
- Siedlungsgemeinde Hrebinky
- Siedlungsgemeinde Rokytne
- Siedlungsgemeinde Stawyschtsche
- Siedlungsgemeinde Wolodarka
- Landgemeinde Fursy
- Landgemeinde Kowaliwka
- Landgemeinde Mala Wilschanka
- Landgemeinde Medwyn